# Akrützel

Logo bis 2022

Akrützel ist eine Hochschulzeitung an der Friedrich-Schiller-Universität und an der Ernst-Abbe-Fachhochschule in Jena. Sie erscheint in der Vorlesungszeit 14-täglich in einer Auflage von 3.000 Stück und mit einem Umfang von 20 bis 24 DIN-A4-Seiten. Das Magazin beschäftigt sich vor allem mit studentischen Belangen, der Arbeit der Studentenräte und lokalen Themen. Neben der Unaufgefordert in Berlin und dem ruprecht in Heidelberg gehört es zu den auflagenstärksten und ältesten Studentenzeitungen in Deutschland. Daneben erscheint in Jena das studentisch geprägte Magazin Unique für interkulturelle Themen.

## Geschichte
Das Akrützel wurde im Februar 1990 gegründet (Ersterscheinung März 1990) und ging als überparteiliche Zeitung aus der seit Oktober 1989 erscheinenden Publikation Reformhaus hervor, einem oppositionellen studentischen Meinungsforum. Der Name Akrützel ist 1990 entstanden und wurde gewählt, weil er als Kunstwort frei von politischen oder ideologischen Assoziationen ist. Finanziert wird die Zeitung zum Großteil durch die Studierendenräte der beiden Jenaer Hochschulen, die ihr Geld aus den Semesterbeiträgen beziehen.
Die studentische Redaktion arbeitet ehrenamtlich. Der gewählte Chefredakteur ist für ein Jahr fest angestellt und wird zwei Semester beurlaubt. Die Redaktion kann durch ein Statut inhaltlich unabhängig von ihren Herausgebern arbeiten.
Seit September 2018 war die Redaktion allerdings praktisch ohne Chefredakteur, da der von der Redaktion gewählte Julian Hoffmann von dem Studierendenrat wiederholt abgelehnt wurde. Von November 2018 bis März 2019 wurde die Hochschulzeitung von einer kommissarischen Dreierspitze geleitet. Von April bis September 2019 übernahm Isabella Weigand die Chefredaktion. Vom 14. bis 16. Juni 2019 veranstaltete das Akrützel die ersten Campusmedientage in Jena. An dem deutschlandweiten Vernetzungstreffen anlässlich des 30-jährigen Bestehens der Hochschulzeitung Akrützel nahmen zehn Redaktionen von Campuszeitungen sowie die lokalen Campusmedien CampusRadio Jena und CampusTV Jena teil. Die zweiten deutschlandweiten Campusmedientage veranstaltete das Akrützel vom 16. bis 18. September 2022 und gab den Ball für Nachfolgeveranstaltungen an andere Campuszeitungen ab.
Beim Pro-Campus-Presse-Award 2014 belegte das Akrützel den 3. Platz. 2021 erhielt es den Sonderpreis für den Artikel Wir Kinder vom Campus Jena.
Der Mitbegründer Bernd Zeller gründete die Zeitung Rentnerisches Akrützel, die ohne Einverständnis der Zeitung ein ähnliches Erscheinungsbild hat. Sie distanzierte sich 2019 davon.

## Ehemalige Redakteure (Auswahl)
- Mitgründer und Chefredakteur (1990/91) Bernd Zeller, später Mitarbeiter der Harald-Schmidt-Show und Satiriker
- Chefredakteur (1991/92) Robert Gramsch, Mediävist
- Chefredakteur (1997/98) Ron Winkler, Autor und Übersetzer
- Redakteur Peter Neumann, Philosoph und Lyriker[5]